# Famille de Boves
Pour les articles homonymes, voir Boves (homonymie).
La famille de Boves est une famille de noblesse féodale de Picardie, donnée par les historiens comme apparentée à la maison de Coucy (issue ou à l'origine de celle-ci). Elle détint le comté d'Amiens de 1077 à 1191 (environ) et s'éteignit à la fin du XIIIe siècle.

## Origine

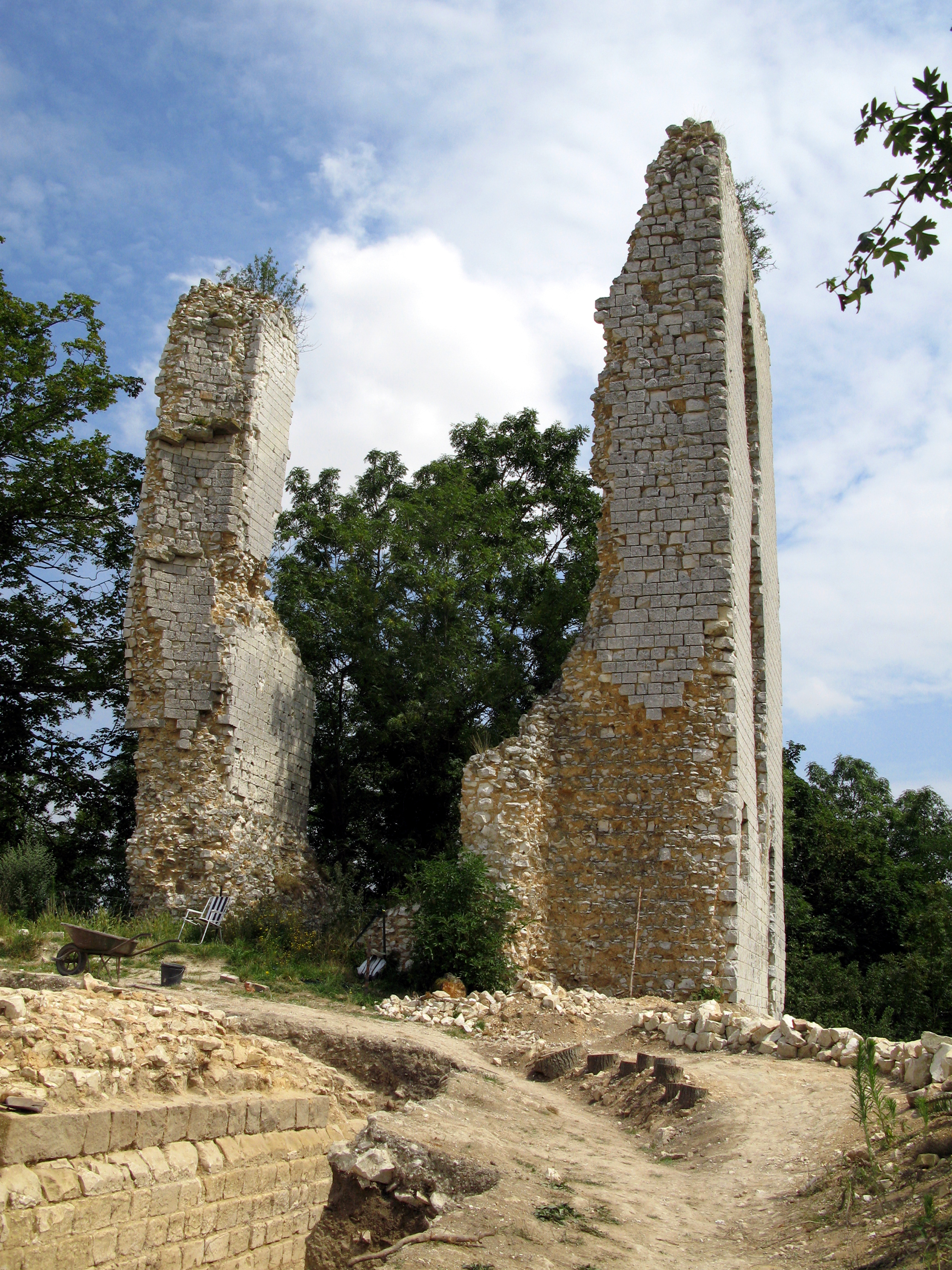
Motte castrale (Xe siècle) et ruines du château féodal des seigneurs de Boves

La famille de Boves est généralement donnée par les historiens comme issue , où à l'origine de la maison de Coucy.
Elle tient son nom de la terre de Boves près d'Amiens, qui a donné naissance à plusieurs familles bourgeoises appelées de Boves et à une race de seigneurs illustres, celle des sires de Boves que l'on trouve depuis 1059 et descendant des seigneurs de Coucy et des comtes d'Amiens,.

## Filiation
- Dreux de Boves ou Dreux de Parpes (né au début du XIe siècle et mort le 22 février 1071, en tout cas vraisemblablement avant 1076). Il était un fidèle des comtes d'Amiens successifs, qui lui donnèrent la vicomté de Corbie, et il fut aussi avoué de l'évêque d'Amiens. Il serait mort en 1071 à la bataille de Cassel ou quelques années plus tard. De son union avec une Mélisende naquirent :
  - Enguerrand de Boves (vers 1035-1116), fils de Dreux de Parpes, seigneur de Boves, comte d'Amiens en 1085. Il épousa en premières noces, Adèle de Marle (~1030 - 1095/1106), nièce d'Ebles de Roucy, dame de Marle, Coucy, La Fère et Vervins, d'où Thomas de Marle, ci-dessous. En secondes noces, il épousa Sibylle de Château-Porcien (1065-1116). De cette union naquit Agnès de Coucy qui épousa Guy de Thourotte, châtelain de Coucy.
  - Anseau de Boves (1038-1116), frère du précédent.
  - Robert de Boves (1054-1078), frère du précédent. Il épousa Adèle de Péronne.
    - Léandre de Boves (1069-1129) (?), fils de Robert de Boves et d'Adèle de Péronne, qui épousa Aliette de Moreuil. De cette union seraient nés (?) :
      - Jeanne de Boves (1090-1144) qui épousa Henri de Conty.
      - Hugues III d'Amiens ou Hugues de Boves (mort le 11 novembre 1164), archevêque de Rouen.

  - Mathilde de Boves (née vers 1058)
- Thomas de Marle (vers 1073 - † 1130), fils supposé d'Enguerrand de Boves et d'Adèle de Marle, ci-dessus. Il fut sire de Coucy, seigneur de La Fère et de Marle. Il épousa en troisièmes noces, Mélisende de Crécy (morte en 1114). De cette union naquirent :
  - Mélisende de Boves (v.1107 - † ?) mariée avec Hugues de Gournay.
  - Enguerrand II de Coucy (v.1110 - † 1147/1149), d'où la suite des sires de Coucy.
  - Robert Ier de Boves (? - † 1191), sire de Boves et comte d'Amiens. Il épousa Béatrix de Saint-Pol (1154-1193), fille de Hugues II comte de Saint-Pol, héritière du comté d'Amiens.
    - Enguerrand II de Boves (mort en 1224), fils de Robert Ier de Boves et de Béatrix de Saint-Pol; seigneur de Boves. Il épousa (avant 1192) Adèle de Nesle (vers 1175-1254 ; fille de Jean Ier de Nesle, châtelain de Bruges). Il prit part à la quatrième croisade et participa au siège de Constantinople en 1204. Il fonda, en 1218, l'abbaye Notre-Dame du Paraclet au sud d'Amiens.
      - Robert II de Boves (mort en 1248/49), seigneur de Boves, fils d'Enguerrand de Boves et d'Adèle de Nesle, marié avec Helvide de Nanteuil-Autrêches.
      - Elisabeth/Isabelle/Isabeau de Boves (morte en 1263), sœur de Robert II de Boves. Elle épousa Nicolas V de Rumigny et de Florennes et lui apporta Boves. Succession dans la Maison de Lorraine par leur petite-fille Isabelle de Rumigny, épouse en 1270/1278 du duc Thiébaud II.

    - Hugues de Boves (mort en 1216), frère d'Enguerrand II. Participa comme capitaine de routiers au service du roi d'Angleterre à la Bataille de Bouvines.

  - Mahaut de Boves  (née en 1103), épousa, vers 1127, Guy d'Amiens (1105-1147).

## Extinction
La famille de Boves s'éteint en 1254 avec Robert IV de Boves et vers la fin du XIIIe siècle avec Mabille de Boves, dame de Fouencamps, fille d'Enguerrand de Boves, chevalier, sire de Fouencamps et sœur d'Enguerrand de Boves, chevalier, qui ratifie en août 1292 la vente faite par sa sœur de la terre et seigneurie d'Héricourt à l'abbaye de Saint Lucien de Beauvais.